# Henry Pérez
Henry de Jesús Pérez Morales (6 de mayo de 1956- 20 de julio de 1991) fue un paramilitar colombiano. 
Se hizo célebre por ser el precursor junto a Pablo Emilio Guarín de las Autodefensas campesinas del Magdalena Medio, además de haber mantenido relaciones con el Cartel de Medellín.
Pérez llegó a comandar a 7000 paramilitares y en su momento fue conocido como El Máximo.
Las autodefensas bajo el mando de Pérez fueron el grupo piloto para las Autodefensas de Córdoba y Urabá, que luego mutaron en las Autodefensas Unidas de Colombia (AUC). Además los hermanos Castaño recibieron asesoría y entrenamiento por parte de las autodefensas de Puerto Boyacá.

## Biografía
Henry Pérez comenzó su trayectoria criminal como sicario en Puerto Boyacá, tras abandonar sus estudios universitarios en Medellín, ciudad de donde, al parecer, su familia es oriunda.
En 1983, un grupo guerrillero secuestró a Gonzalo de Jesús Pérez «El Viejo» , padre de Henry de Jesús Pérez, quien acudió al paramilitar Ramón Isaza para rescatarlo, por lo que se volvieron aliados. Entonces el narcotraficante Gonzalo Rodríguez Gacha «El Mexicano» se interesó por el grupo paramilitar de Henry Pérez. De esta manera se cruzaron los destinos de las autodefensas de Puerto Boyacá y el Cartel de Medellín. Henry Pérez se entendía directamente con El Mexicano, y su alianza derivó en "escuelas de formación y sicariato» financiadas por el narcotráfico, iniciadas en 1984.
Tras el asesinato del ministro Rodrigo Lara, y cuando Los Extraditables le declararon la guerra al Estado, Isaza se subordinó a Pérez, quien le reconoció mando en Antioquia. A partir de entonces, el grupo de Isaza comenzó a recibir apoyo de uso privativo de la Fuerza Pública de Colombia.

### Masacre de comerciantes de Santander
Paramilitares, bajo el mando de Henry Pérez, con la complicidad de militares, perpetraron el 6 de octubre la masacre de Comerciantes de Santander, asesinando a 17 comerciantes inicialmente y días después a otros 2 quienes acudieron a buscarlos.

### Masacres de La Negra y Honduras
El 18 de junio de 1991 Henry Pérez y su padre fueron condenados a veinte años de prisión por la Masacre de La Negra y Honduras, en la que cuarenta personas fueron asesinadas en marzo de 1988. Por esos hechos también se condenó al exalcalde de Puerto Boyacá, Luis Rubio Rojas, y al paramilitar Fidel Castaño, entre otros. Del caso fue absuelto el narcotraficante Pablo Escobar.

### Masacres de Segovia y La Rochela
Declaraciones, tanto de Alonso de Jesús Vaquero «Vladimir», como la de los paramilitares Ernesto Baez y Ramón Isaza, han vinculado a Pérez como coautor intelectual de las masacres de Segovia (Antioquia) y la La Rochela (Santander) junto con Gonzalo Rodríguez Gacha «El Mexicano», los hermanos Fidel y Carlos Castaño, los congresistas César Pérez García y Tiberio Villareal y el Comandante de la Segunda División del Ejército General Farouk Yanine Díaz. 
La primera masacre fue parte del exterminio sistemático contra la Unión Patriótica en esta parte del país, dado que este Partido político había ganado los comicios de marzo, además de que fuera parte de la expansión masiva del proyecto paramilitar de Henry Pérez hacia los departamentos y regiones circundantes del Magdalena medio.
La segunda masacre obedeció a la necesidad de impedir las investigaciones que la comisión judicial realizaba en torno a crímenes cometidos por las bandas paramilitares de Henry Pérez y miembros del Ejército Nacional en el Magdalena Medio. Según «Vladimir», Henry Pérez habría sido influenciado en su decisión por el General Yanine y el congresista Villareal, buscando cubrir sus crímenes y de paso «dar escarmiento» a la rama judicial.

### Asesinato de Luis Carlos Galán
De los escuadrones de Pérez, entrenados por el mercenario Yair Klein, salió el grupo de sicarios encabezado por Jaime Rueda, el hombre que fue encargado de asesinar a Luis Carlos Galán Sarmiento. Según los organismos de inteligencia, la posterior fuga de la cárcel de La Picota de Rueda fue montada por Henry de Jesús Pérez y supervisada por Ariel Otero.
En 2016 la Corte Suprema de Justicia encontró culpable al exdirector del Departamento Administrativo de Seguridad (DAS), el general en retiro, Miguel Maza Márquez por los delitos de concierto para delinquir y homicidio con fines terroristas en calidad de coautor. La Sala estableció que el general estuvo vinculado con Pérez y que participó activamente en la determinación del asesinato de Galán.
El 7 de julio siguiente, su padre fue asesinado en Puerto Boyacá y su cuerpo fue hallado cerca del parque central con un disparo en el tórax. Respecto a este asesinato, Henry Pérez afirmó que se debió a un enfrentamiento entre él y un miembro de las autodefensas.

## Muerte
Henry de Jesús Pérez fue asesinado por cuatro personas en Puerto Boyacá el 20 de julio de 1991. A las 6 de la tarde, tres hombres y una mujer ocultos en una procesión en honor a Isidro Labrador, abrieron fuego contra el líder paramilitar que se desplazaba en compañía de su esposa. Uno de sus guardaespaldas, dos sicarios y cinco niños murieron durante la balacera.
Uno de los sicarios, llamado «Ratón», disparó a Pérez a quemarropa a pesar de los 27 guardaespaldas que custodiaban al paramilitar, quien alcanzó a ser llevado al Hospital San Cayetano Vásquez de Puerto Boyacá, donde falleció luego de veinte minutos de una intervención quirúrgica. Su muerte fue confirmada por los médicos a las 18:40 de ese día. La causa directa fue determinada como «anemia aguda», resultado de tres impactos de bala, uno de los cuales le destrozó una arteria.
Tras la procesión, Pérez iba a ser condecorado con la Orden al Mérito por su labor en el Magdalena Medio, y se preparaba para asistir en la noche al lanzamiento político del Movimiento Agropecuario Nacional (Mana).
Ariel Otero, segundo comandante del estado mayor de las autodefensas, señaló a Pablo Escobar como el autor intelectual de la acción contra Pérez. Sin embargo Escobar que se encontraba recluido en La Catedral, negó toda implicación suya en el crimen a través de un comunicado.Posteriormente se conoció que efectivamente Escobar dio la orden de asesinarlo.